# Mars 2008
| Mars 2008 |
| Månader under 2008: Januari · Februari · Mars · April · Maj · Juni · Juli · Augusti · September · Oktober · November · December ← December 2007 · Januari 2009 → |

- Euron noteras vara rekordstark mot US dollarn (mars).
- Dmitrij Medvedev vinner presidentvalet i Ryssland 2008. (2 mars)
- Spanien håller parlamentsval. (9 mars)
- Oroligheter utbryter i Tibet (10 mars).
- Den svenska friidrottaren Carolina Klüft meddelar att hon slutar med sjukamp för att istället inrikta sig på längdhopp och tresteg. (18 mars)
- Författaren Arthur C. Clarke, 90, avlider.[1] (19 mars)

### Fotnoter
1. ↑  Stefan Nordgren (19 mars 2008). ”Författaren Arthur C. Clarke är död”. Svenska Yle. https://svenska.yle.fi/artikel/2008/03/19/forfattaren-arthur-c-clarke-ar-dod. Läst 11 september 2016.